# Wojciech Kuś (lekarz)

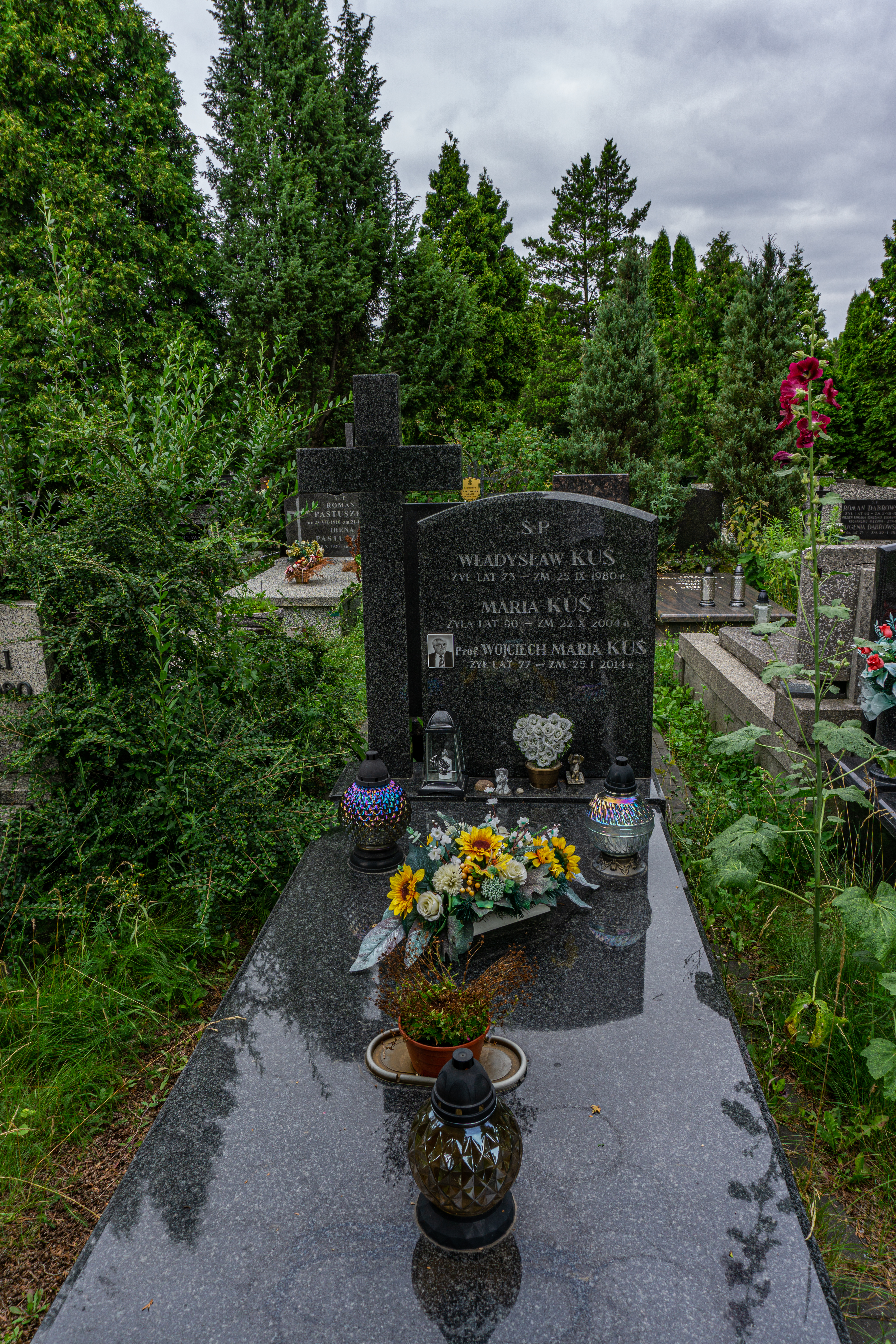
Grób Wojciecha Kusia na cmentarzu komunalnym Północnym w Warszawie

Wojciech Kuś (ur. 15 sierpnia 1936 w Warszawie, zm. 25 stycznia 2014) – polski lekarz, ortopeda.

## Życiorys
Studiował na Akademii Medycznej w Warszawie, uzyskując dyplom w 1972 roku. Stopień doktor otrzymał w 1974 w Akademii Medycznej w Warszawie. W pracy zawodowej skupiał się na obrażeniach stawu kolanowego, chirurgii sportu, materiałach węglowych w medycynie. Do jego uczniów należeli Piotr Strzelczyk, Marek Tramś, Maciej Owczarek, Sławomir Żarek.
Zmarł 25 stycznia 2014. Został pochowany na cmentarzu komunalnym Północnym w Warszawie.

## Członkostwo[1]
- ekspert Głównego Komitetu Kultury Fizycznej i Turystyki
- członek Komisji Lekarskiej Polskiego Komitetu Olimpijskiego
- członek Krajowego Zespołu Specjalistycznego w dziedzinie medycyny sportowej
- członek Międzynarodowego Towarzystwa Medycyny Sportowej (FIMS – International Federation of Sports Medicine)
- członek Prezydium Europejskiego Kolegium Chirurgów Sportowych (CETS – College Europeen de Traumatologie du Sport)
- członek Europejskiego Towarzystwa Chirurgii Kolana i Artroskopii (ESKA – European Society of Knee Surgery and Arthroscopy)
- członek Polskiego Towarzystwa Lekarskiego,
- członek Polskiego Towarzystwa Ortopedycznego i Traumatologicznego
- członek Polskiego Towarzystwa Medycyny Sportowej.

## Odznaczenia[1]
- Krzyż Kawalerski Orderu Odrodzenia Polski
- Złoty Krzyż Zasługi
- Odznaka Przyjaciela Dziecka (za pracę dla dobra dzieci)
- Srebrna i Złota Honorowa Odznaka TKKF
- Odznaka Honorowa PCK
- Medal imienia Adama Grucy